# MSC Software
 (avril 2008).
Si vous disposez d'ouvrages ou d'articles de référence ou si vous connaissez des sites web de qualité traitant du thème abordé ici, merci de compléter l'article en donnant les références utiles à sa vérifiabilité et en les liant à la section « Notes et références ».
MSC Software, créé sous le nom de MacNeal-Schwendler Corporation par Richard MacNeal et Robert Schwendler en 1963, est un éditeur de logiciels américain travaillant dans le domaine de la simulation numérique. 
La société a développé son premier programme appelé SADSAM (Structural Analysis by Digital Simulation of Analog Methods), qui a ensuite donné naissance au produit phare de MSC, MSC.Nastran, l'un des tout  premiers logiciels, avec SAMCEF, utilisant la méthode de calcul aux éléments finis.

## Positionnement
Depuis plus de 40 ans[Depuis quand ?], les solutions de simulation de MSC Software, aujourd'hui[Quand ?] leader dans le domaine du Virtual Product Development[réf. nécessaire], optimisent les délais et les coûts de développement et de mise sur le marché des produits en prédisant le comportement réaliste des systèmes dans leur environnement très en amont dans le cycle d’industrialisation[réf. nécessaire].
Ainsi, les solveurs proposés par MSC Software permettent de traiter des problèmes de plus en plus complexes (Nastran, Marc, Adams, Dytran). La partie pré post processeur est assurée par des modules spécifiques proposant une parfaite intégration avec l'environnement client CAO (Patran, Adams View). Avec la solution SimDesigner, l’intégration dans l'interface CATIA V5 des solutions MSC Software offre un environnement intuitif, assurant la cohérence et l'intégration de la phase calcul tout au long d'un projet[réf. nécessaire].
Enfin, des outils de gestion de données techniques (SimManager, Mvision) assurent la gestion des processus, l'archivage, la traçabilité et l'accès aux données matériaux de l'entreprise (essais, simulations, tests, bases de données, etc.).

## Historique
(décembre 2014).
- 2017 : L'entreprise est rachetée par le groupe industriel suédois Hexagon[2].
- 2016 : MSC Software acquiert Cradle Software, éditeur de logiciels de simulation d'écoulement de fluides et d’échauffement thermique (CFD)
- 2015 : MSC Software acquiert Simufact, logiciel de simulation de soudage et de formage
- 2012 : MSC Software acquiert e-Xstream, éditeur du logiciel Digimat pour les analyses de matériaux composites
- 2011: MSC Software acquiert FFT, éditeur du logiciel Actran pour les analyses acoustiques - vibratoires
- 2004 : MSC.Software acquiert SOFY Technologies Corporation[3].
- 2002 : MSC.Software acquiert Mechanical Dynamics, Inc., éditeur du logiciel de cinématique Adams
- 1999 : MSC.Software acquiert MARC Analysis Research., éditeur du logiciel d'analyse non linéaire Marc
- 1999 : The MacNeal-Schwendler Corporation est renommé en MSC Software Corporation.
- 1998 : MSC acquiert Knowledge Revolution
- 1994 : MSC devient le leader du marché de l'analyse avec l'acquisition de PDA Engineering, éditeur  de pre- and postprocessing.
- 1994 : MSC introduit MSC.Nastran for Windows
- 1991 : MSC introduit MSC.Dytran, un logiciel de calcul non linéaire pour la dynamique rapide
- 1983 : MSC devient public
- 1976 : MSC s'implante en Asie-Pacifique, en ouvrant un bureau à Tokyo
- 1973 : MSC s'implante en Europe, en ouvrant un bureau à Munich
- 1965 : MSC participe au projet de la NASA pour un logiciel unifié d'analyse. Ce logiciel prend le nom de NASTRAN (NASA Structural Analysis Program)
- 1963 : MSC est créée par Dr Richard MacNeal et Mr. Robert Schwendler avec un investissement initial de $18,000.